# Chiesa di San Bartolomeo (Bracca)
La chiesa di San Bartolomeo è il principale luogo di culto cattolico di Cornalta, frazione di Bracca, in provincia e diocesi di Bergamo; fa parte del vicariato di Selvino-Serina.

## Storia
Una primitiva chiesa presente nella località di Cornalta risulta esistente già dal 1480 come juspatronato dei fratelli Dolci di Costa Serina.
Con ogni probabilità gia prima del Quattrocento esisteva una cappella che era sussidiaria delle parrocchie di Bracca e Costa Serina prima del loro smembramento avvenuto nel 1408.
L'Oratorio di San Bartolomeo compare per la prima volta nei documenti scritti durante la visita pastorale compiuta da san Carlo Borromeo arcivescovo di Milano nell'autunno del 1575. La relazione cita un  "membrum" facente parte della chiesa parrocchiale di Costa. Il documento specifica che la chiesa aveva però tre altari ma non vi si celebravano le funzioni liturgiche non avendo un sacerdote titolare, non godendo la chiesa di benefici. 
Dalla relazione inserita dal parroco di Bracca negli atti della visita pastorale di Giovanni Paolo Dolfin della fine del Settecento, risulta che la chiesa era sussidiaria della parrocchiale di Costa Serina, ma i fedeli si dividevano tra le parrocchie di Somendenna e di Costa e ricevevano i sacramenti nella chiesa di Bracca. La chiesa ottenne l'autonomia di parrocchiale nel 1796 con decreto del vescovo Dolfin che concesse il diritto ai vicini di giuspatronato.
Dalla relazione della visita pastorale del vescovo Pietro Luigi Speranza del 1865, si deduce che la chiesa aveva seri problemi di infiltrazione d'acqua, quindi fu ordinata la chiusura della finestra ovale posta sul coro del presbiterio dalla quale entrava l'acqua piovana e di ampliare le aperture poste sulla facciata. Per questo l'edificio fu oggetto di ampliamento e rifacimento, con la nuova consacrazione nel 1890 dal vescovo di Bergamo Gaetano Camillo Guindani. Negli anni trenta del Novecento fu fatto una modifica alla parte esterna della chiesa con la costruzione dei due porticati. Nel 1952 fu rifatta la parte presbiterale con i nuovi gradini e due nuovi altari posti nella navata. Il vescovo Giuseppe Piazza, ordinò però nel 1955 l'aggiustamento di alcune parti sia esterne che interne che presentavano delle spaccature. Fu solo nel 1896 che furono eseguiti lavori di consolidamento con la posa di tiranti che garantissero la stabilità e furono eseguiti lavori di rimaneggiamento manto di copertura
Con decreto del 27 maggio 1979 del vescovo di Bergamo Giulio Oggioni, la chiesa fu inserita nel vicariato locale di Selvino-Serina.

## Descrizione

### Esterno
L'edificio di culto dal classico orientamento liturgico con abside rivolta a est, è posto dislocato dal centro urbano della località anticipato dal sagrato pavimentato con manto erboso su tre lati.

La facciata presenta un'alta zoccolatura in mattonelle dove poggiano quattro ampie lesene in muratura coronate da capitelli corinzio che reggono il frontone con cornicione e timpano triangolare che riporta nel centro l'intitolazione della chiesa.
Centrale l'ingresso principale sopraelevato dalla gradinata di sei alzate, e completo di paraste e architrave modanata mentre la parte superiore ha una cornice a muratura. Una bifora con davanzale in pietra sagomata inserita in uno sfondato a tutto sesto, atta a illuminare l'aula conclude la facciata.
Laterali sono posti due porticati con aperture poste su entrambi i lati.

### Interno
L'interno a pianta rettangolare con volta a botte e a unica navata è divisa da lesene stuccate a lucido divisa in tre campate ognuna completa di finestre. Le lesene poggiano su basamento e sono coronate da capitelli corinzio che reggono la trabeazione e il cornicione che percorre tutta l'aula. Il battistero è presente nella prima campata a sinistra mentre corrispondente a destra è la zona penitenziale con i confessionali lignei. Gli altari dedicati a sinistra del Sacro Cuore e a destra della Madonna Addolorata a destra sono posti nella terza campata. Le pareti d'ambito d'unione tra la navata e il presbiterio presentano l'ingresso alla sagrestia e alla torre campanaria, che dispone di un concerto di 5 campane fuse dalla Fonderia Ottolina di Seregno nel 1954, che sostituisce un precedente concerto di 5 campane fuso da Monzini nel 1872, che a sua volta sostituì il primitivo concerto campanario, composto da 3 campane fuse dalla fonderia Monzini nel 1822.
La zona presbiteriale anticipata dall'arco trionfale e rialzata da cinque gradini, ha la copertura da tazza circolare e termina con il coro absidato coperto da catino. L'altare comunitario realizzato in ottemperanza del concilio Vaticano II, è un recupero dell'antica balaustra marmoreo che definivano il presbiterio. Dietro l'altare è presente una pala seicentesca attribuita a Carlo Ceresa.
La cupola è affrescata da ignoti a fine Ottocento.